# Boyacá Chicó FC
Boyacá Chicó Fútbol Club, eller bara Boyacá Chicó, är en fotbollsklubb från staden Tunja i departementet Boyacá i Colombia. Klubben grundades den 26 mars 2002 och gjorde debut i den högsta divisionen i Colombia redan inför säsongen 2004, där klubben gick till slutspelet. 2008 gjorde Boyacá Chicó debut i Copa Libertadores och vann även Categoría Primera A för första gången, när de vann Torneo Apertura under den första halvan av säsongen. Boyacá Chicó spelar sina hemmamatcher på Estadio La Independencia, som tar 25 000 åskådare vid fullsatt.